# 孙丕恕
孙丕恕（1962年—），男，山东青岛人，汉族，中华人民共和国政治人物、第十二届全国人民代表大会山东地区代表。

## 生平
毕业于山东大学管理学专业。加入中国共产党。担任浪潮集团董事长兼CEO。2008年起担任全国人大代表。2013年，担任全国人大代表。2018年2月24日，当选为第十三届全国人大代表。
2021年1月，任山东省科学技术厅副厅长。2022年，任山东大学智能创新研究院院长。